# Skopós
Skopós är en ort i Grekland.   Den ligger i prefekturen Nomós Florínis och regionen Västra Makedonien, i den norra delen av landet, 400 km nordväst om huvudstaden Aten. Skopós ligger 760 meter över havet och antalet invånare är 114.
Terrängen runt Skopós är varierad. Runt Skopós är det ganska glesbefolkat, med 25 invånare per kvadratkilometer. Närmaste större samhälle är Melíti, 6,2 km sydväst om Skopós. Trakten runt Skopós består i huvudsak av gräsmarker.